# Jo. Franzke

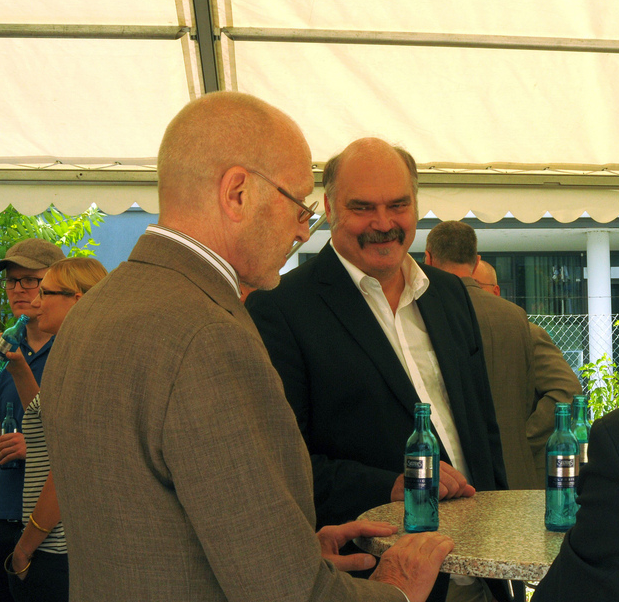
Jo. Franzke (links) mit Engelbert Schramm, 2014

Jo. Franzke (eigentlich Joachim Franzke, * 22. April 1941 in Berlin) ist ein deutscher Architekt. Er lebt und arbeitet in Frankfurt am Main.

## Leben
Jo. Franzke studierte von 1964 bis 1966 Architektur an der Technischen Hochschule Braunschweig und von 1969 bis 1975 an der Technischen Hochschule Aachen. Nach seiner Mitarbeit in verschiedenen Architekturbüros, u. a. bei Erich Schneider-Wessling und im Büro Busmann + Haberer in Köln übernahm er 1981 die Leitung des Frankfurter Büros von Oswald Mathias Ungers.
1986 gründete er sein eigenes Büro in Frankfurt am Main. 2003 firmierte das Büro als Partnerschaftsgesellschaft gemeinsam mit dem Architekten Magnus Kaminiarz unter dem Namen Jo. Franzke Architekten. Ab 2011 war Franzke wieder alleiniger Inhaber. Im Dezember 2016 wurde das Büro durch den Verkauf zu einer hundertprozentigen Tochter der Sweco GmbH und heißt nun Jo. Franzke Generalplaner GmbH. Jo. Franzke ist im Büro weiterhin als Senior Berater tätig. Die Geschäftsführerin von Jo. Franzke Generalplaner ist Julia Zantke, die ebenfalls Geschäftsführerin der Muttergesellschaft Sweco GmbH ist.
Das Büro Jo. Franzke Architekten ist international tätig und entwirft und realisiert Bürobauten, Wohnhäuser und Flughafenbauten.
Neben seiner Tätigkeit als Architekt ist Jo. Franzke auch Herausgeber mehrerer Publikationen zur zeitgenössischen Frankfurter Architektur. Er ist Mitglied im Bund Deutscher Architekten.

## Werk (Auswahl)

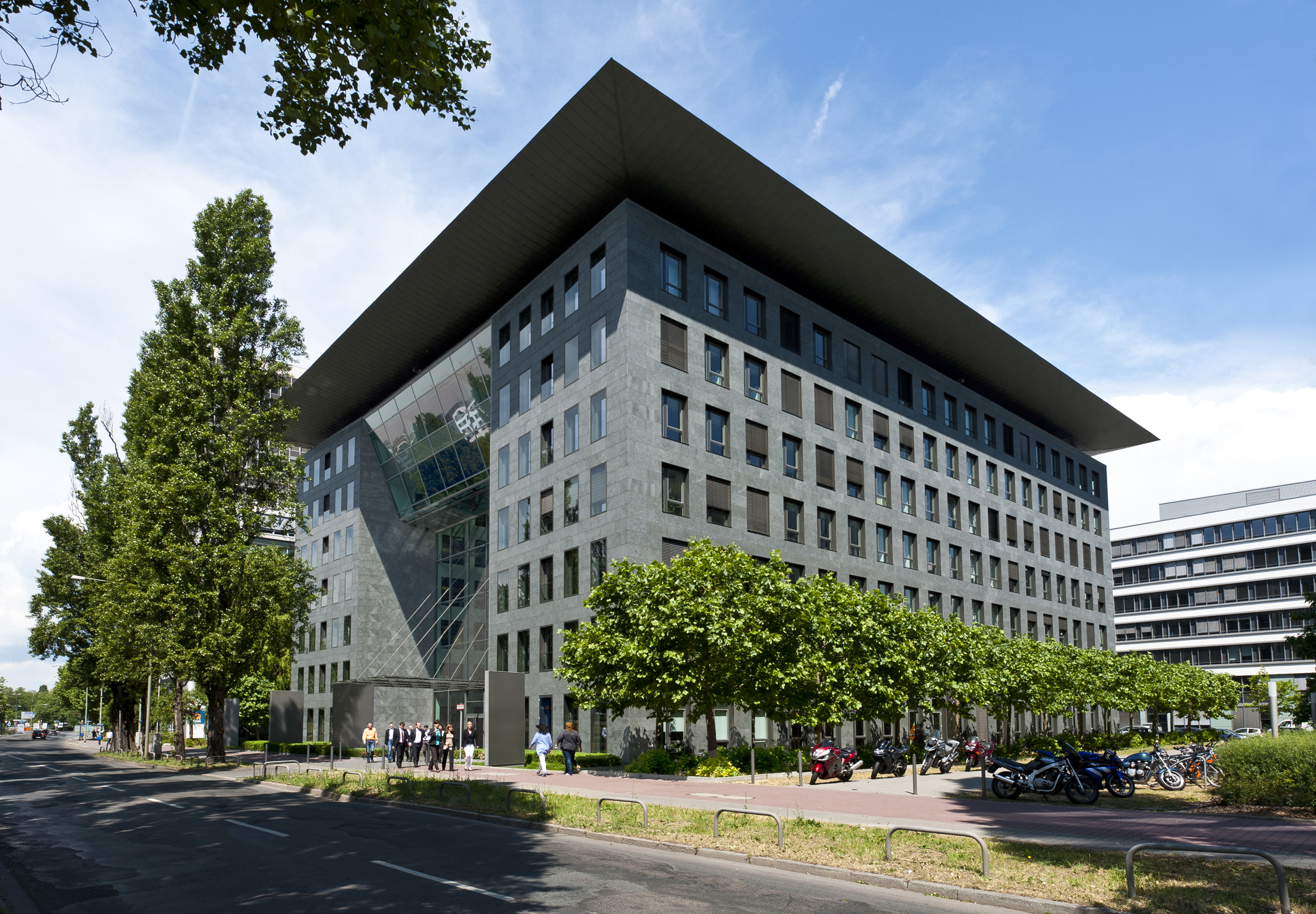
Theodor-Heuss-Allee 106 in Frankfurt am Main

- 1990–1993: Kommunikationsgebäude am Flughafen Frankfurt
- 1991–2000: Erweiterung des Terminals 1 (Flugsteig A) am Flughafen Frankfurt (mit Christoph Mäckler)
- 1997–2000: Wohn- und Bürogebäude Moritz Hunzinger in der Holzhausenstraße in Frankfurt am Main
- 1998–2000: Haus der Presse in Berlin
- 2001–2002: THEO106 in der Theodor-Heuss-Allee 106 in der City West in Frankfurt
- 2002–2005: Eschborn Plaza in Eschborn
- 2005–2008: Umbau und Sanierung des Frankensteiner Hofs in Frankfurt am Main
- 2006–2009: Stadthaus Moritz Hunzinger in der Wielandstraße in Frankfurt am Main
- 2005–2010: Umbau und Sanierung der Ebene 0 im Flughafen Frankfurt
- 2006–2010: Wohnviertel Tripoli Gate in Tripolis
- 2008–2011: Sanierung und Umbau des Kuhhirtenturms in ein Museum für Paul Hindemith in Frankfurt am Main
- 2011–2013: Neubau des Bürohochhauses Alpha Rotex in Gateway Gardens am Flughafen Frankfurt am Main
- 2008–2010: Wohn- und Bürogebäude Moritz Hunzinger in der Wielandstraße in Frankfurt am Main
- 2013–2015: Umbau und Sanierung der IHK in Frankfurt am Main